# Ferranti-Packard
Ferranti-Packard Ltd. était la division canadienne du conglomérat Ferranti, formé par la fusion en 1958 de Ferranti Electric et Packard Electric . Pendant plusieurs années dans l'après-guerre, l'entreprise a connu une expansion spectaculaire et a connu plusieurs succès sur le marché de l'informatique. Le groupe a par la suite abandonné ces activités et s'est recentré  sur son métier de fournisseur de réseau électrique. La société Ferranti-Packard a été rachetée en 1998 par la société autrichienne VA TECH . Le 23 juillet 2005, Siemens PTD a acheté le groupe Transmission and Distribution Division (T&D) de VA Tech pour les transformateurs et l'appareillage de commutation.

## Histoire

### Archives de l'entreprise
Les Archives publiques de l'Ontario détiennent de nombreux documents Ferranti-Packard qui ont été transférés par Rolls Royce en 1991, y compris des documents textuels, des photographies, des dessins techniques, des bobines audio, des films et des vidéocassettes. Il contient également du matériel donné en 2002 par M. Paul Coleman et en 2006 par Siemens Canada.
Le St. Catharines Museum and Welland Canals Centre possède également une collection de documents sur Ferranti-Packard.

## Les références
1. ↑  (en) « Press », sur siemens.com (consulté le 10 avril 2023).
2. ↑  https://archive.wikiwix.com/cache/19981130000000/http://ao.minisisinc.com/scripts/mwimain.dll/1539408091/DESCRIPTION_WEB_NOSRCH/REFD/F~204142?JUMP.
3. ↑  « Museum Collections », 21 mars 2019